# Soul Militia
Soul Militia (bis 2002: 2XL) ist eine estnische R&B-Band.

## Werdegang
Die Mitglieder sind: Lauri Pihlap ("Lowry"), Sergei Morgun ("Semy") und Kaido Põldma ("Craig"). Ein vierter Sänger, Indrek Soom ("Ince"), verließ die Band 2004. Die Gruppe wurde als 2XL im Jahr 1997 von Morgun und Soom gegründet. Sie begleiteten Tanel Padar und Dave Benton beim Eurovision Song Contest 2001 in Kopenhagen mit ihrem Backgroundgesang und Tanzeinlagen beim Popsong Everybody und erreichten damit Platz 1.
Mit dem Song My Place versuchte sich die Gruppe bei der estnischen Vorauswahl 2007.

## Diskografie
Alben
- 2002: On the Rise
- 2004: Silence Before the Storm

Singles
- 2002: Whutcha Want
- 2002: Mind Made Up
- 2003: Freak In Me
- 2003: Hey Mami
- 2004: Say It
- 2004: Tõmbab Käima avec Chalice
- 2005: Never Go Away
- 2006: Tule Kui Leebe Tuul
- 2007: My Face
- 2012: The Future Is Now